# Élections cantonales françaises de 1994
Les élections cantonales se sont déroulées en France les 20 et 27 mars.
Ces élections se déroulent seulement un an après les élections législatives et un an avant le scrutin présidentiel, qui abaisse l'enjeu de l'élection. Le Parti socialiste et ses alliés radicaux de gauche entrent fortement affaiblis dans la campagne, après leurs scores catastrophiques aux cantonales précédentes deux ans plus tôt et aux législatives de 1993 et ne contrôlent — avant le scrutin — que 20 départements métropolitains sur 95 (contre 75 contrôlés par la droite). Le RPR et l'UDF espèrent à l'inverse conquérir cinq nouvelles présidences à l'issue du scrutin. 
Le premier score indique un bon rapport de force pour la droite et un net effritement du Parti socialiste par rapport aux cantonales de 1988. La tendance s'inverse au second tour et la gauche gagne plusieurs présidences de département,.

## Résultats
Les résultats confirment le redressement des socialistes, malgré la perte de la Creuse. Michel Rocard, premier secrétaire du PS, déclare même que le second tour marque la « première soirée satisfaisante pour la gauche depuis cinq ans » (en référence aux élections municipales de 1989).
La majorité de droite (RPR et UDF) perd les conseils généraux de la Dordogne, de la Gironde et de La Réunion. Alors que le premier tour avait permis à la droite d'enregistrer de bons résultats, le second tour tourne à l'avantage de la gauche (et singulièrement du Parti socialiste). Les électeurs auraient alors sanctionné le gouvernement Balladur en réaction au CIP (d'ailleurs suspendu le lendemain en fin de matinée).
Le nombre de cantons passe de 1 952 (1985) à 1 922.

### Résultats nationaux
| Parti politique ou coalition | Parti politique ou coalition       | Premier tour | Premier tour | Premier tour | Second tour | Second tour | Second tour | Total | Total |
| Parti politique ou coalition | Parti politique ou coalition       | Voix         | %            | Sièges       | Voix        | %           | Sièges      | Total | Total |
| ---------------------------- | ---------------------------------- | ------------ | ------------ | ------------ | ----------- | ----------- | ----------- | ----- | ----- |
|                              | Rassemblement pour la République   | 1 710 693    | 15,69        | 148          | 1 605 038   | 20,06       | 208         | 356   |       |
|                              | Union pour la démocratie française | 1 653 118    | 15,16        | 144          | 1 455 888   | 18,19       | 213         | 357   |       |
|                              | Divers droite                      | 1 496 209    | 13,72        | 115          | 1 086 820   | 13,58       | 178         | 293   |       |
|                              | Droite parlementaire               | 4 860 020    | 44,57        | 407          | 4 147 746   | 51,83       | 599         | 1 006 |       |
|                              |                                    |              |              |              |             |             |             |       |       |
|                              | Parti socialiste                   | 2 451 892    | 22,49        | 108          | 2 392 280   | 29,89       | 339         | 447   |       |
|                              | Parti communiste français          | 1 244 211    | 11,41        | 170          | 613 809     | 7,67        | 110         | 280   |       |
|                              | Divers gauche                      | 584 762      | 5,36         | 58           | 477 987     | 5,97        | 90          | 148   |       |
|                              | Mouvement des radicaux de gauche   | 130 178      | 1,19         | 8            | 73 548      | 0,92        | 18          | 26    |       |
|                              | Gauche parlementaire               | 4 411 043    | 40,45        | 344          | 3 557 624   | 44,45       | 557         | 901   |       |
|                              |                                    |              |              |              |             |             |             |       |       |
|                              | Front national                     | 1 055 333    | 9,68         | 76           | 207 803     | 2,60        | 4           | 80    |       |
|                              | Les Verts                          | 283 833      | 2,60         | 16           | 14 234      | 0,18        | 3           | 19    |       |
|                              | Génération écologie                | 97 228       | 0,89         | –            | 15 375      | 0,19        | 2           | 2     |       |
|                              | Divers                             | 73 946       | 0,68         | 26           | 23 368      | 0,29        | 7           | 33    |       |
|                              | Extrême gauche                     | 71 470       | 0,66         | 5            | 34 235      | 0,43        | 11          | 16    |       |
|                              | Régionaliste                       | 33 550       | 0,31         | –            | 2 001       | 0,03        | –           | –     |       |
|                              | Extrême droite                     | 15 790       | 0,14         | 2            | –           | –           | –           | 2     |       |
|                              |                                    |              |              |              |             |             |             |       |       |
| Inscrits                     | Inscrits                           | 18 920 733   | 100,00       |              | 14 638 844  | 100,00      |             |       |       |
| Abstentions                  | Abstentions                        | 7 501 268    | 39,65        | 6 041 295    | 41,27       |             |             |       |       |
| Votants                      | Votants                            | 11 419 465   | 60,35        | 8 597 549    | 58,73       |             |             |       |       |
| Blancs et nuls               | Blancs et nuls                     | 517 252      | 4,53         | 595 163      | 6,92        |             |             |       |       |
| Exprimés                     | Exprimés                           | 10 902 213   | 95,47        | 8 002 386    | 93,08       |             |             |       |       |

## Présidents de conseil généraux élus

### Rapport de force
|        |  |     | Sortantes | Sortantes | Élues | Élues |
| ------ |  | --- | --------- | --------- | ----- | ----- |
| Gauche |  | PCF | NC        | NC        | 2     | 24    |
| Gauche |  | PS  | NC        | NC        | 14    | 24    |
| Gauche |  | PRG | NC        | NC        | 3     | 24    |
| Gauche |  | DVG | NC        | NC        | 4     | 24    |
| Gauche |  | MDC | NC        | NC        | 1     | 24    |
| Droite |  | UDF | NC        | NC        | 43    | 75    |
| Droite |  | RPR | NC        | NC        | 28    | 75    |
| Droite |  | DVD | NC        | NC        | 4     | 75    |

### Par département
|                        | Département              | Président                      | Parti                          | Parti                          |
| ---------------------- | ------------------------ | ------------------------------ | ------------------------------ | ------------------------------ |
| 01                     | Ain                      | Jean Pépin                     |                                | UDF-PR                         |
| 02                     | Aisne                    | Paul Girod                     |                                | UDF                            |
| 03                     | Allier                   | Gérard Dériot                  |                                | DVD                            |
| 04                     | Alpes-de-Haute-Provence  | Pierre Rinaldi                 |                                | RPR                            |
| 05                     | Hautes-Alpes             | Marcel Lesbros                 |                                | UDF-CDS                        |
| 06                     | Alpes-Maritimes          | Charles Ginésy                 |                                | RPR                            |
| 07                     | Ardèche                  | Henri Torre                    |                                | UDF-PR                         |
| 08                     | Ardennes                 | Jacques Sourdille              |                                | RPR                            |
| 09                     | Ariège                   | Robert Naudy                   |                                | PS                             |
| 10                     | Aube                     | Philippe Adnot                 |                                | DVD                            |
| 11                     | Aude                     | Raymond Courrière              |                                | PS                             |
| 12                     | Aveyron                  | Jean Puech                     |                                | UDF-PR                         |
| 13                     | Bouches-du-Rhône         | Lucien Weygand                 |                                | PS                             |
| 14                     | Calvados                 | Anne d'Ornano                  |                                | UDF-PR                         |
| 15                     | Cantal                   | Roger Besse                    |                                | RPR                            |
| 16                     | Charente                 | Pierre-Rémy Houssin            |                                | RPR                            |
| 17                     | Charente-Maritime        | Claude Belot                   |                                | UDF-CDS                        |
| 18                     | Cher                     | Jean-François Deniau           |                                | UDF-PR                         |
| 19                     | Corrèze                  | Jean-Pierre Dupont             |                                | RPR                            |
| 2A                     | Corse-du-Sud             | José Rossi                     |                                | UDF-PR                         |
| 2B                     | Haute-Corse              | Paul Natali                    |                                | DVD                            |
| 21                     | Côte-d'Or                | Louis de Froissard de Broissia |                                | RPR                            |
| 22                     | Côtes-d'Armor            | Charles Josselin               |                                | PS                             |
| 23                     | Creuse                   | Bernard de Froment             |                                | RPR                            |
| 24                     | Dordogne                 | Bernard Cazeau                 |                                | PS                             |
| 25                     | Doubs                    | Georges Gruillot               |                                | RPR                            |
| 26                     | Drôme                    | Jean Mouton                    |                                | UDF-CDS                        |
| 27                     | Eure                     | Henri Collard                  |                                | UDF-Rad                        |
| 28                     | Eure-et-Loir             | Martial Taugourdeau            |                                | RPR                            |
| 29                     | Finistère                | Charles Miossec                |                                | RPR                            |
| 30                     | Gard                     | Alain Journet                  |                                | PS                             |
| 31                     | Haute-Garonne            | Pierre Izard                   |                                | PS                             |
| 32                     | Gers                     | Yves Rispat                    |                                | app. RPR                       |
| 33                     | Gironde                  | Philippe Madrelle              |                                | PS                             |
| 34                     | Hérault                  | Gérard Saumade                 |                                | DVG                            |
| 35                     | Ille-et-Vilaine          | Pierre Méhaignerie             |                                | UDF-CDS                        |
| 36                     | Indre                    | Daniel Bernardet               |                                | UDF-PSD                        |
| 37                     | Indre-et-Loire           | Jean Delaneau                  |                                | UDF-PR                         |
| 38                     | Isère                    | Alain Carignon                 |                                | RPR                            |
| 39                     | Jura                     | Gérard Bailly                  |                                | RPR                            |
| 40                     | Landes                   | Henri Emmanuelli               |                                | PS                             |
| 41                     | Loir-et-Cher             | Roger Goemaere                 |                                | RPR                            |
| 42                     | Loire                    | Pascal Clément                 |                                | UDF-PR                         |
| 43                     | Haute-Loire              | Jacques Barrot                 |                                | UDF-CDS                        |
| 44                     | Loire-Atlantique         | Luc Dejoie                     |                                | RPR                            |
| 45                     | Loiret                   | Éric Doligé                    |                                | RPR                            |
| 46                     | Lot                      | Jean Milhau                    |                                | MRG                            |
| 47                     | Lot-et-Garonne           | Jean-Louis Brunet              |                                | UDF                            |
| 48                     | Lozère                   | Janine Bardou                  |                                | UDF-PR                         |
| 49                     | Maine-et-Loire           | Edmond Alphandéry              |                                | UDF-CDS                        |
| 50                     | Manche                   | Pierre Aguiton                 |                                | UDF-PR                         |
| 51                     | Marne                    | Albert Vecten                  |                                | UDF-CDS                        |
| 52                     | Haute-Marne              | Pierre Niederberger            |                                | UDF-PR                         |
| 53                     | Mayenne                  | Jean Arthuis                   |                                | UDF-CDS                        |
| 54                     | Meurthe-et-Moselle       | Jacques Baudot                 |                                | UDF-CDS                        |
| 55                     | Meuse                    | Rémi Herment                   |                                | UDF                            |
| 56                     | Morbihan                 | Raymond Marcellin              |                                | UDF-PR                         |
| 57                     | Moselle                  | Philippe Leroy                 |                                | RPR                            |
| 58                     | Nièvre                   | Bernard Bardin                 |                                | PS                             |
| 59                     | Nord                     | Jacques Donnay                 |                                | RPR                            |
| 60                     | Oise                     | Jean-François Mancel           |                                | RPR                            |
| 61                     | Orne                     | Gérard Burel                   |                                | RPR                            |
| 62                     | Pas-de-Calais            | Roland Huguet                  |                                | PS                             |
| 63                     | Puy-de-Dôme              | Georges Chometon               |                                | UDF-CDS                        |
| 64                     | Pyrénées-Atlantiques     | François Bayrou                |                                | UDF-CDS                        |
| 65                     | Hautes-Pyrénées          | François Fortassin             |                                | MRG                            |
| 66                     | Pyrénées-Orientales      | René Marquès                   |                                | UDF                            |
| 67                     | Bas-Rhin                 | Daniel Hoeffel                 |                                | UDF-CDS                        |
| 68                     | Haut-Rhin                | Jean-Jacques Weber             |                                | UDF-CDS                        |
| 69                     | Rhône                    | Michel Mercier                 |                                | UDF-CDS                        |
| 70                     | Haute-Saône              | Christian Bergelin*            |                                | RPR                            |
| 71                     | Saône-et-Loire           | René Beaumont                  |                                | UDF-PR                         |
| 72                     | Sarthe                   | François Fillon                |                                | RPR                            |
| 73                     | Savoie                   | Michel Barnier                 |                                | RPR                            |
| 74                     | Haute-Savoie             | Bernard Pellarin               |                                | UDF                            |
| 75                     | Paris                    | Non concerné par les élections | Non concerné par les élections | Non concerné par les élections |
| 76                     | Seine-Maritime           | Charles Revet                  |                                | UDF-PR                         |
| 77                     | Seine-et-Marne           | Jacques Larché                 |                                | UDF-PR                         |
| 78                     | Yvelines                 | Franck Borotra                 |                                | RPR                            |
| 79                     | Deux-Sèvres              | André Dulait                   |                                | UDF                            |
| 80                     | Somme                    | Fernand Demilly                |                                | UDF-PSD                        |
| 81                     | Tarn                     | Thierry Carcenac               |                                | PS                             |
| 82                     | Tarn-et-Garonne          | Jean-Michel Baylet             |                                | MRG                            |
| 83                     | Var                      | Hubert Falco                   |                                | UDF-PR                         |
| 84                     | Vaucluse                 | Régis Deroudhile               |                                | DVD                            |
| 85                     | Vendée                   | Philippe de Villiers           |                                | UDF-PR                         |
| 86                     | Vienne                   | René Monory                    |                                | UDF-CDS                        |
| 87                     | Haute-Vienne             | Jean-Claude Peyronnet          |                                | PS                             |
| 88                     | Vosges                   | Christian Poncelet             |                                | RPR                            |
| 89                     | Yonne                    | Henri de Raincourt             |                                | UDF-PR                         |
| 90                     | Territoire de Belfort    | Christian Proust               |                                | MDC                            |
| 91                     | Essonne                  | Xavier Dugoin                  |                                | RPR                            |
| 92                     | Hauts-de-Seine           | Charles Pasqua                 |                                | RPR                            |
| 93                     | Seine-Saint-Denis        | Robert Clément                 |                                | PCF                            |
| 94                     | Val-de-Marne             | Michel Germa                   |                                | PCF                            |
| 95                     | Val-d'Oise               | Jean-Philippe Lachenaud        |                                | UDF                            |
| 971                    | Guadeloupe               | Dominique Larifla              |                                | DVG (diss. PS)                 |
| 972                    | Martinique               | Claude Lise                    |                                | PPM                            |
| 973                    | Guyane                   | Joseph Ho-Ten-You              |                                | PSG                            |
| 974                    | Réunion                  | Christophe Payet               |                                | PS                             |
| Élections dans les COM |                          |                                |                                |                                |
| 975                    | Saint-Pierre-et-Miquelon | Gérard Grignon                 |                                | UDF-CDS                        |
| 976                    | Mayotte                  | Younoussa Bamana               |                                | MPM                            |